# Welcome to Life
Welcome to Life är ett musikalbum av David Binney, utgivet 2004 av hans eget skivbolag Mythology Records.

## Låtlista
Alla låtar skrivna av David Binney.
1. "Soldifolier" – 5:39
2. "Welcome to Life" – 7:24
3. "Lisliel" – 7:33
4. "Frez" – 11:18
5. "Our Time Together" – 4:12
6. "Sintra" – 7:29
7. "Enchantress" – 4:41
8. "Ici" – 2:54
9. "California" – 6:28

## Medverkande
- David Binney — altsaxofon
- Chris Potter — tenorsaxofon
- Craig Taborn — piano
- Adam Rogers — gitarr
- Scott Colley — bas
- Brian Blade — trummor